# Бюльбюль капський
Бюльбю́ль капський (Pycnonotus capensis) — вид горобцеподібних птахів родини бюльбюлевих (Pycnonotidae). Ендемік Південно-Африканської Республіки.

## Таксономія

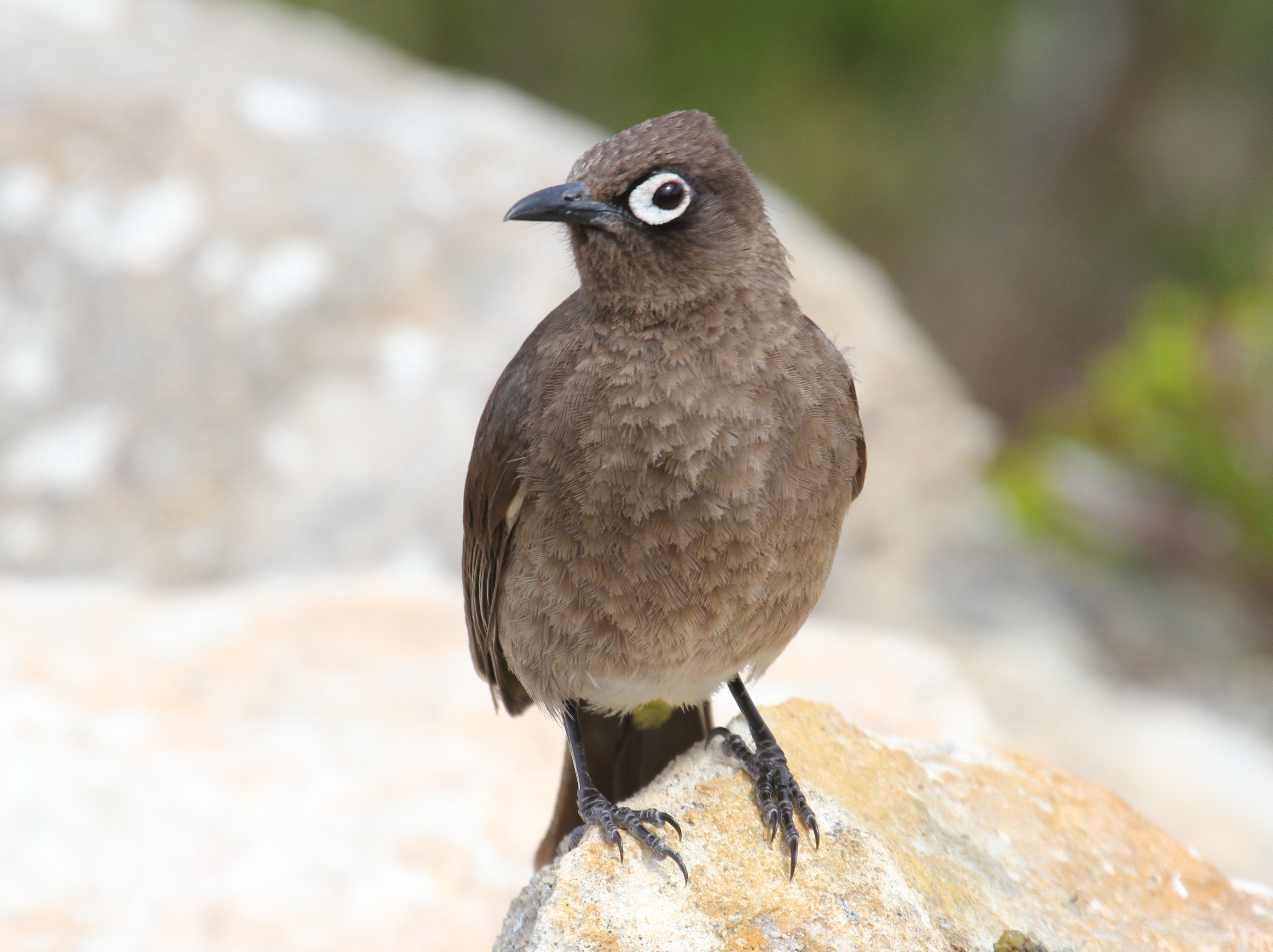
Капський бюльбюль

В 1760 році французький зоолог Матюрен Жак Бріссон включив опис капського бюльбюля до своєї книги "Ornithologie", описавши птаха за зразком із Мису Доброї Надії. Він використав французьку назву  Le merle brun du Cap de Bonne Espérance та латинську назву Merula Fusca Capitis Bonae Spei. Однак, хоч Бріссон і навів латинську назву, вона не була науковою, тобто не відповідає біномінальній номенклатурі і не визнана Міжнародною комісією із зоологічної номенклатури. Коли в 1766 році шведський натураліст Карл Лінней випустив дванадцяте видання своєї Systema Naturae, він доповнив книгу описом 240 видів, раніше описаних Бріссоном. Одним з цих видів був капський бюльбюль, для якого Лінней придумав біномінальну назву Turdus capensis. У 1826 році капський бюльбюль був переведений до роду Бюльбюль (Pycnonotus), ввдений німецьким зоологом Фрідріхом Бойє. Капський бюльбюль є типовим видом роду Pycnonotus.

## Опис
Довжина птаха становить 19-21 см, вага 28–47,5 г. Забарвлення тьмяне, переважно буре. Навколо очей білі кільця, гузка жовта. На голові невеликий чуб. Дзьоб короткий, прямий, чорний, лапи чорні, райдужки темно-карі. Виду не притаманний статевий диморфізм. Капські бюльбюлі відрізняються від інших південноафриканських бюльбюлів темнішим забарвлення, зокрема темним животом, а також білими кільцями навколо очей.

## Поширення і екологія
Капські бюльбюлі живуть в прибережних заростях, рідколіссях, садах і фінбоші на заході та південному заході ПАР. Живляться плодами, нектаром і комахами. Сезон розмноження триває з вересня по листопад. Гніздо чашоподібне, розміщується в густій рослинності на дерева або в чагарниках. Капські бюльбюлі іноді стають жертвами гніздового паразитизму строкатих зозуль.